# 科洛尼齊
50°4′26″N 23°19′10″E / 50.07389°N 23.31944°E
科洛尼齊（烏克蘭語：Колуниці），是烏克蘭的村落，位於該國西部利沃夫州，由亞沃里夫區負責管轄，始建於1605年，面積0.63平方公里，海拔高度243米，2001年該村落人口263。